# Josefine Mutzenbacher
Josefine Mutzenbacher : Histoire d'une fille de Vienne racontée par elle-même (titre original en allemand : Josefine Mutzenbacher oder Die Geschichte einer Wienerischen Dirne von ihr selbst erzählt) est un roman autrichien publié anonymement en 1906 à Vienne, en Autriche, puis attribué par la suite à l'écrivain Felix Salten.
L'œuvre se présente sous la forme des mémoires d'une prostituée de Vienne, Josefine Mutzenbacher, qui serait née en 1852 et décédée en 1904. Comportant des scènes pornographiques, l'œuvre constitue dans le monde germanophone, depuis sa parution, une des œuvres incontournables de la littérature érotique.

## Éditions en français
- Josefine Mutzenbacher : Histoire d’une fille de Vienne racontée par elle-même. Traduite par Jean Launay. Paris, Mercure de France, 1979.  (ISBN 2-7152-0096-X)

## Adaptations cinématographiques
- L'œuvre a été adaptée au cinéma en 1970 par le réalisateur autrichien Kurt Nachmann sous le titre homonyme Josefine Mutzenbacher (titre français : L'Entrejambe).
- En 1976 Hans Billian en réalisa une adaptation pornographique, Josefine Mutzenbacher – Wie sie wirklich war (Joséphine Mutzenbacher- Ce qu'elle était vraiment ou Insatiable Joséphine) avec Patricia Rhomberg dans le rôle titre. Suivirent quatre suites du même réalisateur.
- Après une brouille avec Hans Billian, son producteur Gunter Otto a lancé sa propre série pornographique, réalisant entre 1980 et 1984 cinq films de plus en plus éloignés de l'univers du roman de Salten.